# Верхний Салтов (музей-заповедник)
Историко-археологический музей-заповедник «Верхний Салтов» — музей основанный в 1980 году в Верхнем Салтове, Харьковской области.

## История
В 1900 году к учителю местной школы в селе Верхний Салтов Василию Алексеевичу Бабенко обратились с предложением по поиску исторических и археологических достопримечательностях вокруг села Верхний Салтов.
Бабенко провёл первые изыскания.
При расчистке склона оврага Бабенко обнаружил катакомбы с древним захоронением; пригласил сюда археологов Харьковского Императорского университета, которые до начала Первой мировой войны исследовали более трёхсот катакомбных захоронений, погребений и конских могил. Всё это положило начало изучения могильников катакомбного типа.
По месту находки данную археологоческую культуру назвали Салтовской. Древние находки пополнили коллекции музеев Москвы, Санкт-Петербурга, Хельсинки, Одессы, Харькова.
До 1927 года в районе Верхнего Салтова проходили археологические экспедиции Харьковского, Одесского и Московского университетов.
В 1959 году институтом археологии сформирована Кочетокская экспедиция, благодаря которой найдены посёлок и могильник на берегу реки Северский Донец.
С 1984 года до сегодняшнего дня Харьковский исторический музей проводит исследования Верхнесалтовского археологического комплекса.
В 1989 году на базе Верхнесалтовского археологического комплекса был создан данный историко-археологический музей-заповедник «Верхний Салтов».
В экспозиции представлены находки каменного, бронзового и раннего железного века; больше всего экспонатов музея относится к салтовской археологической культуре.

## Экспозиция
Музейная экспозиция размещена в нескольких залах:
- Археологические залы, в которых рассказывается об истории края VIII века-X веков. Об истории открытия и изучения культуры, получившей название по месту нахождения Салтовской. В экспозиции находится археологические материалы, полученные из местных археологических раскопок, раскрывающие быт, верования, обычаи племен того времени.
- Зал истории периода Второй Мировой войны (до «декоммунизации» 2016 г. — Великой Отечественной) на территории Верхнего Салтова, повествующий о событиях, связанных с попытками освободить Харьков со стороны Волчанщины, а именно советских наступлениях марта и мая 1942 года с целью освобождения оккупированного Харькова. В экспозиции выставлены фрагменты оружия, фронтовые письма, фотографии, газеты военных времён, военные документы и дневники.
- Этнографический зал (в слобожанской хате). Здесь представлены экспонаты, которые повествуют об истории Верхнего Салтова от периода заселения этих мест казаками и строительства казацкой крепости — до конца XX века. Также имеется коллекция слобожанских рушников.